# Exosphaeroma amplicauda
Exosphaeroma amplicauda är en kräftdjursart som först beskrevs av William Stimpson 1857.  Exosphaeroma amplicauda ingår i släktet Exosphaeroma och familjen klotkräftor. Inga underarter finns listade i Catalogue of Life.